# Козлов, Вильям Фёдорович
Ви́льям Фёдорович Козло́в (имя при рождении — Вил Ива́нович Надточе́ев; 3 ноября 1929 или 3 ноября 1928, Куженкино, Ленинградская область — 13 апреля 2009, Санкт-Петербург) — русский советский прозаик, сценарист, фотокорреспондент.

## Биография
Родился 3 ноября 1929 года в посёлке Куженкино Бологовского района Ленинградской области. Был назван Вилом в честь В. И. Ленина. Отец — Иван Васильевич Надточеев — дворянского происхождения, мать — из тверских крестьян. В 1933 году его родители развелись. В 1936 году его мать вышла замуж за Фёдора Константиновича Козлова, который усыновил Вила и его сестру Тамару. В школе ему разонравилось его имя, и он стал называть себя Вильямс. «С» со временем отпало.
Повзрослел он рано — уже во время войны начал свой трудовой путь. Работал в колхозе, на лесопильном заводе, чертёжником, геодезистом, монтажником радиоаппаратуры, актёром в театре.
В 1950 году поступил в Харьковское авиационное училище связи, которое окончил в 1952 году.
Затем был фотокорреспондентом областной газеты, спецкором; в 1954 году учился на филфаке в педагогическом институте. В 1955 году был послан на учёбу в Ленинград, где в 1959 году окончил отделение журналистики Ленинградской Высшей партийной школы.
Одновременно сотрудничал с газетами «Великолукская правда», «Вечерний Ленинград». Очерки и рассказы публиковались в газетах и журналах.
В 1960 году вышла его первая книга — сборник рассказов «Валерка-председатель», затем были опубликованы повести «Юрка Гусь», «На старой мельнице», «Копейка».
Автор около пятидесяти книг, как для детей, так и для взрослых.
В 1990 году подписал «Письмо 74».
В последние годы зимой, весной и осенью жил в Санкт-Петербурге, а летом в Псковской области, в деревне Прудок.
Скончался 13 апреля 2009 года после тяжёлой болезни. Похоронен на кладбище в г. Великие Луки.
Сын — писатель Юрий Вильямович Козлов.

## Киносценарии
- 1961 — История с пирожками (фильм № 2 из киноальманаха «Совершенно серьёзно»)
- 1964 — Где ты теперь, Максим?
- 1970 — Солнце на стене
- 1973 — Чтобы быть счастливым!

## Премии
- 2004 — Лауреат Всероссийской премии имени А. С. Грина — за сценарий к фильму «История с пирожками»